# Onthophagus nasutus
Onthophagus nasutus är en skalbaggsart som beskrevs av Guérin-Méneville 1855. Onthophagus nasutus ingår i släktet Onthophagus och familjen bladhorningar. Inga underarter finns listade i Catalogue of Life.